# Anges Football Club de Notsé
Actualités
Les Anges Football Club est un club togolais de football, basé à Notsé. Il parvient à être sacré champion du Togo dès sa première saison disputée parmi l'élite, lors de l'édition 2013.

## Histoire
Les Anges remportent le championnat togolais de deuxième division lors de la saison 2011-2012, achevé en début d'année 2013 à la suite des divers incidents extra-sportifs qui ont frappé le pays. Le club est donc promu parmi l'élite pour la première fois de son histoire. 
Ce baptême du haut niveau est une réussite puisque le club de Notsé parvient à terminer la compétition en tête du classement, devançant l'AS Douanes Lomé et le Foadan FC. Il obtient ainsi son billet pour la plus prestigieuse compétition africaine de clubs, la Ligue des champions de la CAF 2014. 

## Palmarès
- Champion du Togo en 2013
- Champion du Togo de D2 en 2012